# Anete Horelika
Anete Horelika (Riga, 23 luglio 1987) è un'ex cestista lettone.

## Carriera
Con la Lettonia ha disputato i Campionati europei del 2013.